# Denis Brière
Pour les articles homonymes, voir Brière (homonymie).
Denis Brière, né à Sainte-Martine en 1946 et mort le 8 juillet 2022, est un ingénieur forestier, professeur et administrateur québécois. Il était recteur de l'Université Laval de 2007 à 2017.

## Biographie
Il étudie au Collège de Beauharnois, puis effectue son cours classique au Séminaire de Valleyfield d'où il diplôme en 1968. En 1967, il est nommé joueur défensif de l'année dans la Ligue provinciale de football du Québec. Il étudie ensuite en foresterie à l'Université Laval où il obtient un baccalauréat en 1972. Il obtient un doctorat en aménagement du territoire de l'Université de la Colombie-Britannique Vancouver en 1979. Il y enseigne de 1977 à 1980.
De 1982 à 1987, il travaille à l'Institut canadien de recherche en génie forestier. Il occupe ensuite un poste d'administrateur chez Kruger de 1987 à 1996. Jusqu'en 1998, il sera également président et chef de l'exploitation de cette entreprise. De 1998 à 2000, il est président et chef de la direction d'une entreprise de fabrication d'équipements destinés aux usines de transformation du bois. Durant cette période, il est président du Conseil de la recherche forestière du Québec.
En 2000, il est nommé doyen de la Faculté de foresterie, de géographie et de géomatique de l'Université Laval. En 2002, il se présente candidat au rectorat, mais il est battu par Michel Pigeon. Le 30 avril 2007, il est élu 25e recteur de l'Université Laval. Il entre en fonction le 1er juin. Son mandat est renouvelé en 2012.
En octobre 2016, il est critiqué pour son silence à la suite d'une vague d'agressions sexuelles sur le campus.

## Distinctions
- 1994 : Ingénieur forestier de l'année (Ordre des ingénieurs forestiers du Québec).
- 2006 : Ingénieur forestier de l'année (Ordre des ingénieurs forestiers du Québec).